# Кранберрі-Айлс (Мен)
Кранберрі-Айлс (англ. Cranberry Isles) — місто (англ. town) в США, в окрузі Генкок штату Мен. Населення — 160 осіб (2020).

## Демографія
Згідно з переписом 2010 року, у місті мешкала 141 особа в 70 домогосподарствах у складі 33 родин. Було 375 помешкань
Расовий склад населення:
| - 97,9 % — білих - 0,7 % — чорних або афроамериканців |

До двох чи більше рас належало 1,4 %. Частка іспаномовних становила 2,1 % від усіх жителів.
За віковим діапазоном населення розподілялося таким чином: 17,7 % — особи молодші 18 років, 61,7 % — особи у віці 18—64 років, 20,6 % — особи у віці 65 років та старші. Медіана віку мешканця становила 47,7 року. На 100 осіб жіночої статі у місті припадало 120,3 чоловіків;  на 100 жінок у віці від 18 років та старших — 110,9 чоловіків також старших 18 років.
Середній дохід на одне домашнє господарство  становив 78 621 долар США (медіана — 53 750), а середній дохід на одну сім'ю — 102 856 доларів (медіана — 59 375). За межею бідності перебувало 14,0 % осіб, у тому числі 71,4 % дітей у віці до 18 років та 6,5 % осіб у віці 65 років та старших.
Цивільне працевлаштоване населення становило 92 особи. Основні галузі зайнятості: сільське господарство, лісництво, риболовля — 27,2 %, науковці, спеціалісти, менеджери — 17,4 %, роздрібна торгівля — 14,1 %, освіта, охорона здоров'я та соціальна допомога — 13,0 %.